# Dion Smith
Dion Smith (Taupaki, 3 de março de 1993) é um ciclista profissional da Nova Zelândia membro da equipa Team BikeExchange.

## Palmarés
- 2014
  - 1 etapa do Redlands Bicycle Classic

- 2016
  - The REV Classic
  - Troféu Beaumont
  - 2.º no Campeonato da Nova Zelândia em Estrada

- 2017
  - 3.º no Campeonato da Nova Zelândia em Estrada

- 2020
  - Coppa Sabatini

## Resultados em Grandes Voltas e Campeonatos do Mundo
| Corrida            | Corrida            | 2014 | 2015 | 2016 | 2017  | 2018 | 2019 | 2020 | 2021 |
| ------------------ | ------------------ | ---- | ---- | ---- | ----- | ---- | ---- | ---- | ---- |
|                    | Giro d'Italia      | —    | —    | —    | —     | —    | —    | —    | —    |
|                    | Tour de France     | —    | —    | —    | 124.º | 97.º | —    | —    | —    |
|                    | Volta a Espanha    | —    | —    | —    | —     | —    | 83.º | 74.º | —    |
| Mundial em Estrada | Mundial em Estrada | —    | —    | Ab.  | 129.º | Ab.  | Ab.  | Ab.  | —    |

—: não participa

Ab.: abandono